# Cherit

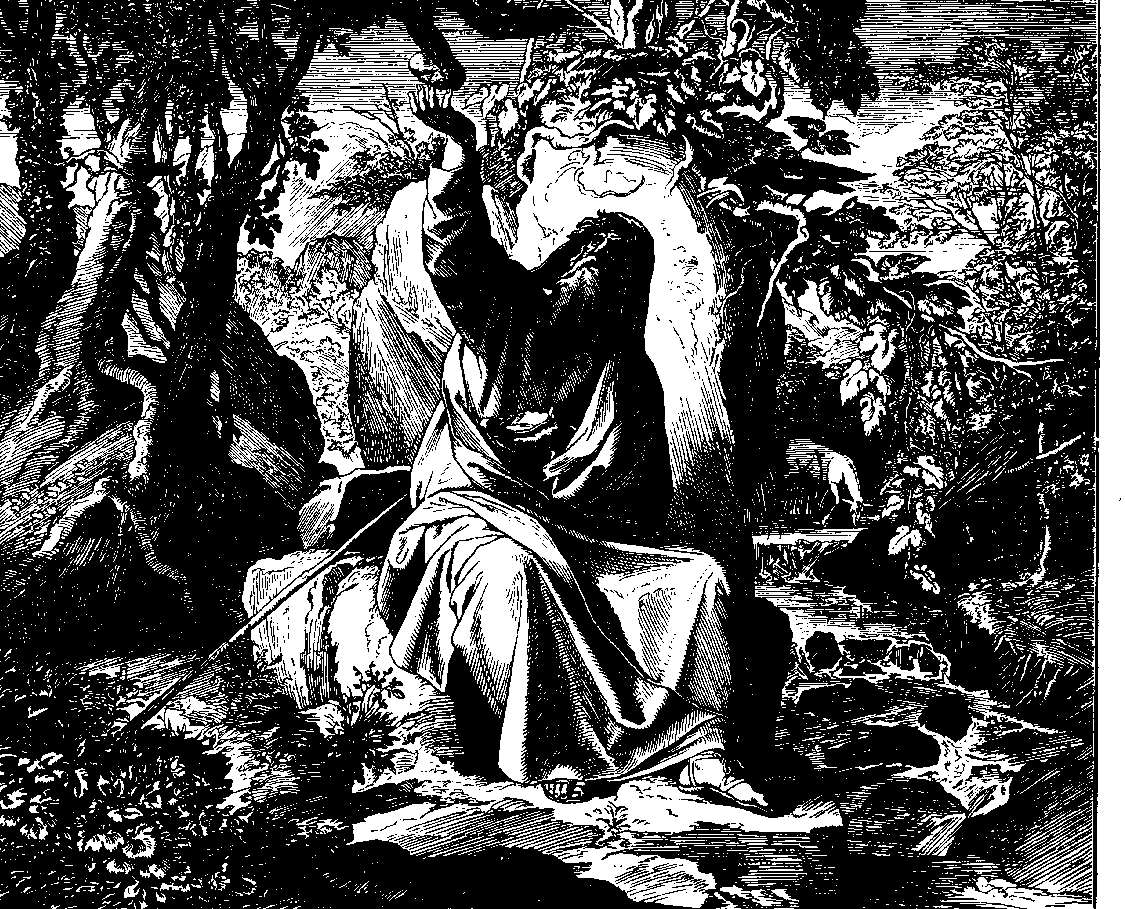
Corbii îl hrănesc pe proorocul Ilie lângă pârâul Cherit, ilustrație din Die Bibel din Bildern

Cherit, Kerith (în ebraică: נַחַל כְּרִית Naḥal Kərīṯ) sau uneori Chorath (/ˈkɔrɑːθ/; provenit din textul tradus în greacă veche Χειμάῤῥους Χοῤῥάθ, transliterat: cheimárrhous Chorrháth al Septuagintei) este numele unui ued (wadi) sau a unui pârâu cu existență intermitentă menționat în Biblia ebraică. Proorocul Ilie s-a ascuns pe malurile pârâului Cherit și a fost hrănit acolo de corbi la începutul perioadei de secetă de trei ani pe care o anunțase regelui Ahab (Cartea a treia a Regilor 17:3).

## Etimologie și toponimie
Cherit este o formă ortografică uzuală a numelui ebraic כְּרִית "Kərīṯ", care provine din rădăcina ebraică כרת (kh*r*t) ce are sensul a tăia sau a despica. Numele înseamnă, de asemenea, a grava sau a ciopli, tăietură, despicătură, defileu sau valea unui torent.
Chorath este numele folosit în traducerea greacă din secolul al III-lea î.e.n. a Torei sau Pentateuhului, cunoscută sub numele de Septuaginta.
Cherit este menționat ca nahal în limba ebraică (נחל, naḥal), adică un curs de apă sezonier descris adesea într-un context MENA ca wadi, cuvânt derivat din termenul arab وادي (wādī).

## Identificare

### Wadi al-Yabis
El este identificat de obicei cu Wadi al-Yabis, un pârâu din vestul Iordaniei, care se varsă în râul Iordan într-un loc aflat vizavi de orașul Beit Șe'an și puțin mai la sud de acesta. Călătorii au descris această zonă ca fiind una dintre cele mai sălbatice râpe din Cornul abundenței, care, prin particularitățile sale geografice, a oferit un loc de refugiu persoanelor persecutate. În timpul verii, pârâul seacă într-o mare măsură. Zona acestui pârâu adăpostește o serie de animale sălbatice, inclusiv gazele, hiracși și egrete, iar pe malurile apei cresc măslini.
Conform Tratatului de pace încheiat în 1994 între Israel și Iordania, Israelul își păstrează dreptul de a folosi apele râului Iordan între Yarmouk și Wadi al-Yabis.

### Wadi Kelt
Alternativ, pârâul Cherit a fost identificat de unii cu Wadi Kelt, în a cărui vale a fost construită Mănăstirea Sf. Gheorghe. Dacă versetul 3 Regi 17:3 este tradus „Wadi Cherit, care este la est de Iordan”, această identificare ar fi în contradicție cu Biblia, deoarece Wadi Kelt se află la vest de Iordan. Versiunea regelui Iacob a Bibliei afirmă că Ilie trebuia „să se îndrepte spre răsărit” (din Samaria); prin urmare, pârâul ar putea fi oriunde la est de Samaria (acum Sebastia, Cisiordania), de ambele părți ale râului Iordan. Unele traduceri (adică Biblia evreiască ortodoxă: Melachim Alef 17:3) permit o astfel de interpretare, afirmând că Cherit este doar „aproape de Yarden” (Yarden fiind numele ebraic al râului Iordan).

### Wadi din Phasaelis
Geograful venețian Marino Sanuto cel Bătrân a afirmat în anul 1321 că pârâul curgea prin satul antic Phasaelis, care a fost numit după prințul Phasael, fratele regelui Irod. Această identificare ar contrazice din nou traducerea mai obișnuită din 3 Regi 17:3 (vezi mai sus: Wadi Kelt), deoarece Phasaelis a fost identificat ca un loc aflat la vest și nu la est de Iordan.

## Alte utilizări ale numelui
Forma Chorath este, de asemenea, un nume de familie al evreilor orientali (mizrahi), tipic mai ales evreilor de origine yemenită. Ei descind din tribul arab Bnei Chorath, care este de origine qahtanită și a fost odată unul dintre cele mai importante triburi din orașul Najran.